# Tantalus Range
Tantalus Range är ett berg i Kanada.   Det ligger i provinsen British Columbia, i den sydvästra delen av landet, 3 500 km väster om huvudstaden Ottawa. Toppen på Tantalus Range är 2 603 meter över havet.
Terrängen runt Tantalus Range är huvudsakligen mycket bergig.Närmaste större samhälle är Squamish, 16,7 km sydost om Tantalus Range.
Trakten runt Tantalus Range är permanent täckt av is och snö. Trakten runt Tantalus Range är nära nog obefolkad, med mindre än två invånare per kvadratkilometer.